# Arctosa ebicha
Arctosa ebicha là một loài nhện trong họ Lycosidae.
Loài này thuộc chi Arctosa. Arctosa ebicha được Takeo Yaginuma miêu tả năm 1960.